# Regione ecclesiastica Lombardia
La Regione ecclesiastica Lombardia è un ente ecclesiastico dotato di personalità giuridica eretto dalla Santa Sede ed è una delle sedici regioni ecclesiastiche in cui è suddiviso il territorio della Chiesa cattolica in Italia.
Il suo territorio comprende la maggior parte della regione amministrativa Lombardia, che è in parte minore compresa nelle regioni ecclesiastiche Piemonte, Liguria, Emilia-Romagna e Triveneto. È la regione ecclesiastica più popolosa all'interno della Conferenza episcopale italiana.

## Storia
La Chiesa lombarda, una delle più antiche al mondo e risalente al I secolo, cominciò a strutturarsi nel III secolo, ottenendo una precisa fisionomia grazie all'opera di Sant'Ambrogio, il quale estese la sua competenza fino a Coira e lottò contro i culti pagani e ariani.
Nella regione ecclesiastica Lombardia, il rito ambrosiano è seguito dalla maggior parte delle parrocchie dell'arcidiocesi di Milano, nonché da qualche parrocchia delle diocesi di Bergamo e Lodi. Le altre parrocchie seguono il rito romano.

## La regione ecclesiastica oggi

### Statistiche
Dati statistici secondo l'Annuario pontificio 2024:
- Superficie in km²: 22.901
- Abitanti: 9.757.072
- Parrocchie: 3.059
- Numero dei sacerdoti secolari: 4.094
- Numero dei sacerdoti regolari: 1.339
- Numero dei diaconi permanenti: 322

### Suddivisione
A questa regione ecclesiastica appartiene la sola provincia ecclesiastica di Milano, suddivisa in 10 diocesi:
- Arcidiocesi di Milano
  - Diocesi di Bergamo
  - Diocesi di Brescia
  - Diocesi di Como
  - Diocesi di Crema
  - Diocesi di Cremona
  - Diocesi di Lodi
  - Diocesi di Mantova
  - Diocesi di Pavia
  - Diocesi di Vigevano

## Conferenza episcopale lombarda
- Presidente: Mario Delpini, arcivescovo metropolita di Milano
- Vicepresidente: Francesco Beschi, vescovo di Bergamo
- Segretario: Giuseppe Scotti, presbitero ambrosiano[2]

### Vescovi delegati
- Franco Agnesi, vescovo ausiliare di Milano, delegato per l'osservatorio giuridico legislativo regionale, delegato per la pastorale dei migranti;
- Gianmarco Busca, vescovo di Mantova, delegato per la Federazione italiana esercizi spirituali, delegato per la pastorale liturgica;
- Oscar Cantoni, cardinale, vescovo di Como, delegato per la commissione presbiterale regionale, delegato per la pastorale vocazionale e i seminari, delegato per la vita consacrata;
- Erminio De Scalzi, già vescovo ausiliare di Milano, delegato per il coordinamento degli economi (ad interim);
- Mario Delpini, arcivescovo metropolita di Milano, delegato per la formazione permanente del clero, per i rapporti con il Pontificio seminario lombardo e col Collegio San Carlo in Roma;
- Vincenzo Di Mauro, arcivescovo-vescovo emerito di Vigevano, delegato per il tempo libero e lo sport;
- Maurizio Gervasoni, vescovo di Vigevano, delegato per la pastorale giovanile e gli oratori, delegato per la pastorale sociale e la formazione sociopolitica, delegato per la pastorale della salute;
- Daniele Gianotti, vescovo di Crema, delegato per la catechesi, delegato per la pastorale carceraria, delegato per la Caritas;
- Maurizio Malvestiti, vescovo di Lodi, delegato per l'ecumenismo, delegato per le sette, per il GRIS (Gruppo di Ricerca e Informazione Socio-Religiosa) e per i problemi legati a nuove religioni;
- Antonio Napolioni, vescovo di Cremona, delegato per la famiglia e la vita, delegato per la protezione dei minori e delle persone vulnerabili;
- Luca Raimondi, vescovo ausiliare di Milano, delegato per il laicato, delegato per il sovvenire al sostegno economico della Chiesa, delegato per il clero anziano nei rapporti con l'Istituto centrale per il sostentamento del clero;
- Corrado Sanguineti, vescovo di Pavia, delegato per i beni culturali, delegato per il diaconato, delegato per l'edilizia di culto;
- Giuseppe Scotti, segretario della Conferenza episcopale lombarda, delegato per le comunicazioni sociali;
- Pierantonio Tremolada, vescovo di Brescia, delegato per la pastorale scolastica e l'IRC (insegnamento della religione cattolica), delegato per la pastorale universitaria;
- Giuseppe Vegezzi, vescovo ausiliare di Milano, delegato per l'evangelizzazione e la cooperazione tra i popoli, delegato per Villa Cagnola a Gazzada Schianno.[3]

### Cronotassi dei presidenti
- Cardinale Giovanni Colombo † (1965 - 29 dicembre 1979)
- Cardinale Carlo Maria Martini, S.I. † (10 febbraio 1980 - 14 settembre 2002)
- Cardinale Dionigi Tettamanzi † (14 settembre 2002 - 9 settembre 2011)
- Cardinale Angelo Scola (12 ottobre 2011 - 9 settembre 2017)
- Arcivescovo Mario Delpini, dal 21 settembre 2017